# Manuel Flores Mora
Manuel Flores Mora, conocido como "Maneco" (Montevideo, 4 de septiembre de 1923 - Montevideo, 15 de febrero de 1985), fue un político y periodista uruguayo perteneciente al Partido Colorado.

## Biografía
Era descendiente en línea directa de Manuel Flores, hermano del caudillo colorado del siglo XIX Venancio Flores. Perteneció en el aspecto intelectual a la llamada Generación del 45 y tuvo vínculos de amistad con muchos de sus principales exponentes. Trabajó desde su juventud como periodista en diversos medios de prensa. Vinculado a Luis Batlle Berres, este lo llevó al diario Acción, de la Lista 15, y allí se convirtió en redactor político, alcanzando más tarde la subdirección. En las elecciones de 1954 fue elegido diputado, alcanzando la reelección en su banca en los dos comicios subsiguientes (1958 y 1962).

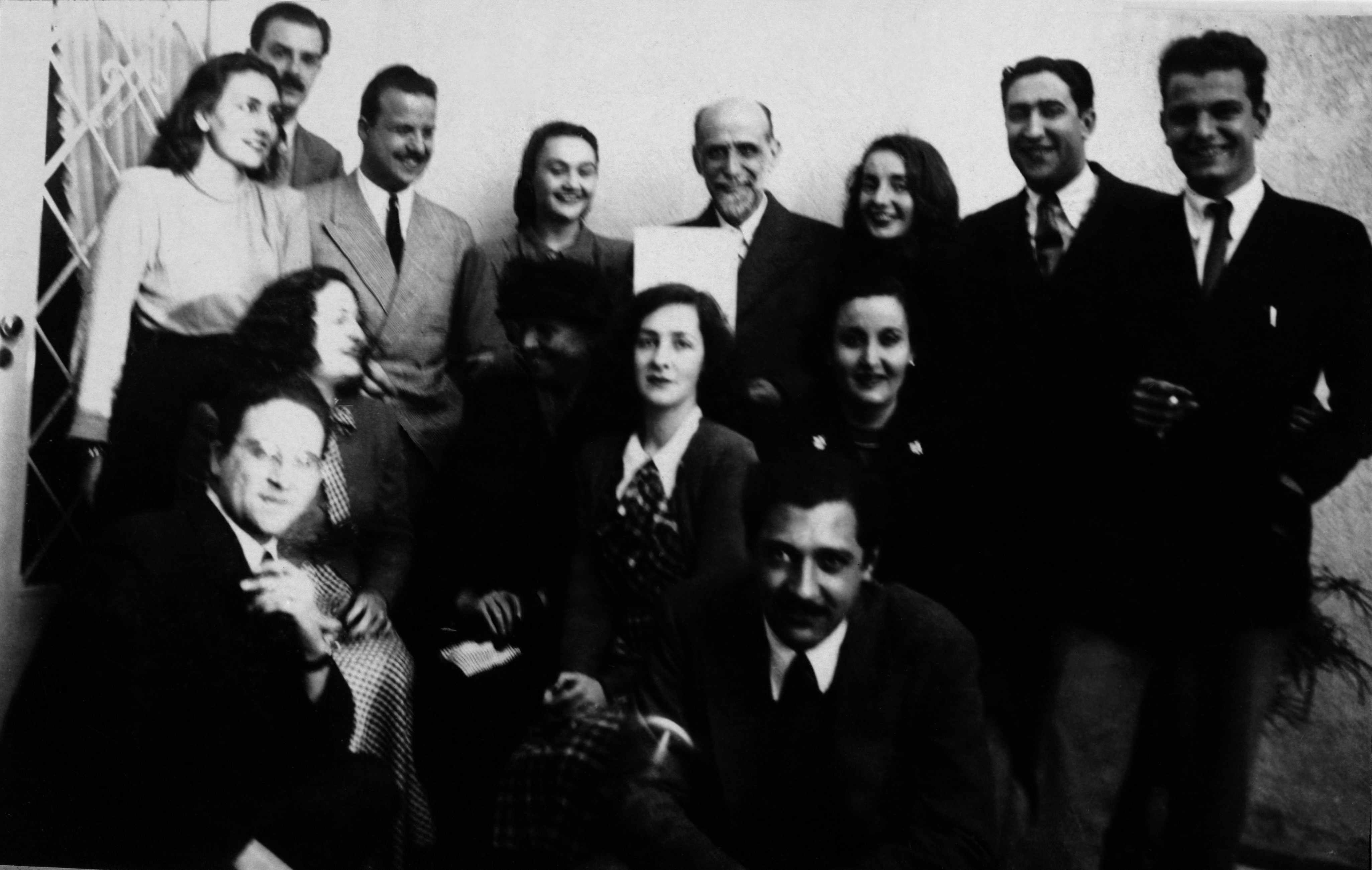
La Generación del 45 en ocasión de la visita de Juan Ramón Jiménez. De izquierda a derecha, parados: María Zulema Silva Vila, Manuel Arturo Claps, Carlos Maggi, María Inés Silva Vila, Juan Ramón Jiménez, Idea Vilariño, Emir Rodríguez Monegal, Ángel Rama. Sentados: José Pedro Díaz, Amanda Berenguer, Zenobia Camprubí, Ida Vitale, Elda Lago, Manuel Flores Mora.

Tras el fallecimiento de Batlle Berres se separa de la Lista 15 e integra el Frente Colorado de Unidad. En 1966 conquista una banca de senador. Al año siguiente fue designado Ministro de Ganadería y Agricultura por el presidente Óscar Diego Gestido, tras la muerte de este continúa en el gabinete de Jorge Pacheco Areco; pasa después a desempeñarse como Ministro de Trabajo, pero abandonó el cargo en junio de 1968, por discrepar sobre la implantación de medidas prontas de seguridad por parte de Pacheco. 
Opositor al gobierno de Pacheco desde el Senado, al que retornó tras dejar el gabinete; sin embargo, mantuvo un diálogo correcto con Pacheco, quien llegó a ofrecerle la candidatura a la Presidencia, que Flores Mora rechazó.
En 1971 fue a la vez candidato a Presidente de la República, acompañado en la fórmula por Amílcar Vasconcellos, y a Vicepresidente, acompañando al propio Vasconcellos. Ninguna de ambas fórmulas obtuvo una votación elevada, y Flores Mora perdió su escaño parlamentario. Tras el Golpe de Estado del 27 de junio de 1973 se convirtió en un activo opositor al régimen militar. Integró el Consejo Editorial del diario El Día. En los últimos años de la dictadura escribió, en las contratapas de la revista "Jaque", que contribuyó a fundar en 1983, artículos que alcanzaron gran celebridad, en los que denunció los diversos atropellos cometidos por los militares en el poder.
Falleció a los 61 años, el 15 de febrero de 1985, el mismo día en que se instalaba finalmente un Parlamento democrático tras once años de dictadura militar en el país. En dicho parlamento, su hijo Manuel Flores Silva ocupó una banca senatorial.

Pensamos como el poeta bíblico, que el hombre hijo de mujer vive brevemente entre miserias, es hollado como la flor de los campos y pasa como las sombras. Pero creemos que asimismo esta vida tiene un sentido profundo; puesto que algún día llegará la hora en que lo perdamos todo - el tránsito el fin después del cual nadie se lleva nada; ni riquezas, ni honores, ni acciones, ni gloria, ni palabras, ni fortuna - sino que le queda una sola cosa que es volver a la tierra, diría que, pues que tierra vamos a ser, no olvidemos nunca que en el caso de casi todos ustedes, como en el mío, cuando volvamos a la tierra va a ser precisamente a ésta, a la uruguaya, a la nuestra. 
Yo, que como ustedes soy hijo de una tradición milenaria que piensa que el hombre nada vale, que sólo vale lo que él haga al servicio de los demás, digo que cuando bajemos a esta tierra la única cosa que nos podemos llevar es la convicción muy honda de que más allá de risas o de lágrimas, de penas o de glorias, ella nos reciba como al hijo que no la traicionó."
Manuel Flores Mora, fragmento de discurso televisado el 1 de noviembre de 1971.